# Isomyia discalis
Isomyia discalis är en tvåvingeart som beskrevs av James 1970. Isomyia discalis ingår i släktet Isomyia och familjen Rhiniidae.
Artens utbredningsområde är Filippinerna. Inga underarter finns listade i Catalogue of Life.